# Font del Poble (Monistrol de Calders)
La Font del Poble, també anomenada de vegades Fonts Calentes per la temperatura a què surt la seva aigua, és una surgència del terme municipal de Monistrol de Calders, al Moianès.
Està situada a 434 metres d'altitud, a la mateixa llera de la riera de Sant Joan. És a Poble Avall, al final del carrer Nou, darrere de Cal Plans. Una captació d'aigua instal·lada en aquest lloc permet, mitjançant una bomba que envia l'aigua fins al dipòsit municipal del Serrat de la Rectora, aprofitar les aigües d'aquesta font per a l'aigua de boca del poble.